# Nobunari Oda
Nobunari Oda  (織田 信成?, Oda Nobunari) (Takatsuki, 25 marzo 1987) è un ex pattinatore artistico su ghiaccio giapponese. Ha vinto il Campionato dei Quattro continenti nel 2006, due argenti (nel 2009 e nel 2010) e due bronzi (nel 2006 e nel 2013) alla finale del Grand Prix, un argento (2007) e un oro (2011) alle Universiadi e il titolo al Campionato mondiale junior nel 2006 e al campionato nazionale giapponese nel 2008.

## Biografia
Oda è un discendente di Oda Nobunaga, uno dei più noti daimyō dell'epoca Sengoku. Oda ha niniziato a pattinare a sette anni sotto la guida di sua madre Noriko Oda perché voleva diventare un pattinatore come lei.
Nell'estate del 2007 Oda è stato arrestato dalla polizia per guida in stato di ebbrezza. In seguito all'episodio la sua federazione lo ha sospeso per alcuni mesi.
Oda si è classificato settimo ai Giochi olimpici nel 2010, con la sua gara condizionata dalla rottura di una stringa durante l'esecuzione del suo programma. Al Campionato del mondo che si è svolto un mese più tardi ha sbagliato tutti i salti del suo programma corto e mancato la qualificazione al programma libero. Dopo questa gara Oda ha lasciato il suo allenatore Nicolai Morozov. Oda si è sposato con la sua fidanzata Mayu nell'aprile del 2010. Il loro primo figlio, Shintaro, è nato il 1 ottobre 2021, il secondo, Shinnosuke, il 5 gennaio 2013.
Oda ha saltato la seconda parte della stagione 2012/13 a cause di un infortunio a un ginocchio. Ha annunciato il suo ritiro dalle competizioni il 24 dicembre 2013, durante il gala del Campionato nazionale. Dieci anni più tardi ha ricominciato a gareggiare, vincendo il Western Japan Championships, risultato che gli avrebbe dato il diritto di partecipare al Campionato nazionale. Non avendo completato nei tempi richiesti le procedure antidoping, però, Oda ha dovuto rinunciare alla competizione. Nel 2024, con tutte le formalità eseguite in modo corretto, Oda si è qualificato nuovamente per il Campionato nazionale. In quest'ultima gara si è classificato quarto.

## Palmarès

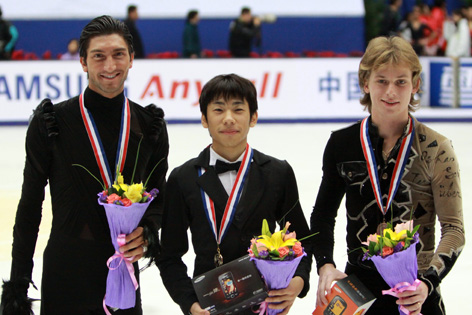
Oda (al centro) con gli altri medagliati alla Cup of China 2009.

| Internazionali | Internazionali | Internazionali | Internazionali | Internazionali | Internazionali | Internazionali | Internazionali | Internazionali | Internazionali | Internazionali | Internazionali | Internazionali | Internazionali |
| Evento | 2001–02        | 2002–03        | 2003–04        | 2004–05        | 2005–06        | 2006–07        | 2008–09        | 2009–10        | 2010–11        | 2011–12        | 2012–13        | 2013–14        | 2024-25        |
| --- | -------------- | -------------- | -------------- | -------------- | -------------- | -------------- | -------------- | -------------- | -------------- | -------------- | -------------- | -------------- | -------------- |
| Giochi olimpici invernali                                                                                                   |                |                |                |                |                |                |                | 7°             |                |                |                |                |                |
| Campionati mondiali |                |                |                |                | 4°             | 7°             | 7°             | 28°            | 6°             |                |                |                |                |
| Campionati dei Quattro continenti                                                                                           |                |                |                |                | 1°             |                | 4°             |                |                |                |                |                |                |
| Finale |                |                |                |                | 4°             | 3°             |                | 2°             | 2°             |                |                | 3°             |                |
| GP Trophée Eric Bompard |                |                |                |                |                |                |                | 1°             |                | 7°             |                |                |                |
| GP Cup of China |                |                |                |                |                |                |                | 1°             |                | 2°             |                |                |                |
| GP NHK Trophy |                |                |                |                | 1°             | 2°             | 1°             |                |                |                |                | 2°             |                |
| GP Rostelecom Cup |                |                |                |                |                |                |                |                |                |                | 5°             |                |                |
| GP Skate America |                |                |                |                |                | 1°             |                |                | 2°             |                |                |                |                |
| GP Skate Canada |                |                |                |                | 3°             |                |                |                | 2°             |                | 3°             | 3°             |                |
| Karl Schäfer Memorial |                |                |                |                |                |                | 1°             |                |                |                |                |                |                |
| Nebelhorn Trophy |                |                |                |                |                |                | 1°             |                |                |                | 1°             | 1°             |                |
| Universiadi |                |                |                |                |                | 2°             |                |                | 1°             |                |                |                |                |
| Bavarian Open |                |                |                |                |                |                |                |                |                |                | 1°             |                |                |
| Internazionali: Junior |                |                |                |                |                |                |                |                |                |                |                |                |                |
| Campionati mondiali |                |                | 11°            | 1°             |                |                |                |                |                |                |                |                |                |
| JGP Finale |                |                | 8°             |                |                |                |                |                |                |                |                |                |                |
| JGP Italia |                | 7°             |                |                |                |                |                |                |                |                |                |                |                |
| JGP Giappone |                |                | 3°             |                |                |                |                |                |                |                |                |                |                |
| JGP Slovacchia |                | 2°             | 2°             |                |                |                |                |                |                |                |                |                |                |
| JGP Ucraina |                |                |                | 3°             |                |                |                |                |                |                |                |                |                |
| JGP Stati Uniti |                |                |                | 4°             |                |                |                |                |                |                |                |                |                |
| Mladost Trophy |                |                | 1° J           |                |                |                |                |                |                |                |                |                |                |
| Nazionali |                |                |                |                |                |                |                |                |                |                |                |                |                |
| Campionati giapponesi | 16°            | 6°             | 5°             | 3°             | 2°             | 2°             | 1°             | 2°             | 2°             | R              | 4°             | 4°             | 4°             |
| Campionati giapponesi junior                                                                                                | 4°             | 3°             | 2°             | 1°             |                |                |                |                |                |                |                |                |                |
| GP = Grand Prix; JGP = Junior Grand Prix; J. = Categoria Junior; R = Ritirato Oda non ha gareggiato nella stagione 2007–08. |                |                |                |                |                |                |                |                |                |                |                |                |                |

| Gare a squadre                                                                                                | Gare a squadre | Gare a squadre | Gare a squadre | Gare a squadre |
| Evento | 2008–09        | 2016–17        | 2017–18        | 2018–19        |
| --- | -------------- | -------------- | -------------- | -------------- |
| World Team Trophy                                                                                             | 3° S 3° P      |                |                |                |
| Japan Open |                | 1° S 3° P      | 2° S 4° P      | 1° S 2° P      |
| S = Risultato della squadra; P = Risultato personale; Medaglie assegnate solo per il risultato della squadra. |                |                |                |                |

| Eventi Pro-am      | Eventi Pro-am | Eventi Pro-am |
| Evento             | 2014–15       | 2015–16       |
| ------------------ | ------------- | ------------- |
| Medal Winners Open | 2°            | 2°            |